# Murnau. Veduta con ferrovia e castello
Murnau. Veduta con ferrovia e castello è un dipinto a olio su cartone (36x49 cm) realizzato nel 1909 dal pittore Vasilij Kandinskij. È conservato nella Städtische Galerie im Lenbachhaus di Monaco.
Anche Kandinsky fu influenzato dallo sviluppo tecnologico delle macchine, di cui la ferrovia costituiva un esempio lampante, ripreso da molti altri artisti del tempo.

## Descrizione
Nel 1908 Kandinskij torna in Germania con Gabriele Münter e si trasferiscono nel paese di Murnau. I due trascorrono l'estate con gli amici e compagni di studi Marianne von Werefkin e Jawlensky. Fu proprio l'amicizia con Jawlensky, insieme alle suggestioni esercitate dalle opere dei Fauves francesi, ad influenzare lo stile artistico di Kandinskij, consentendogli di scorporare il colore da ogni riferimento concernente la raffigurazione del dato naturale e della realtà. L'artista, sulla scia del cloisonnisme postimpressionista di Jawlensky e della pittura bavarese su vetro, iniziò ad accentuare le marcate linee scure di contorno. 
Tali innovazioni sono ravvisabili in questo dipinto, in cui gli elementi compositivi vengono enfatizzati fino a profilarsi nel campo visivo con una spiccata essenzialità. L'accostamento tra colore e forma da parte dell'artista fa in modo che essi tendano a coincidere, come se volesse ricorrere ad un'estrema sintesi della rappresentazione. Dell'oggetto così raffigurato rimane la struttura compatta non più riconducibile alla sua apparenza.